# Amata menia
Amata menia är en fjärilsart som beskrevs av Hanan Bytinski-salz 1939. Amata menia ingår i släktet Amata och familjen björnspinnare. Inga underarter finns listade i Catalogue of Life.